# Южно-Любинское сельское поселение
Южно-Любинское се́льское поселе́ние — муниципальное образование в Любинском районе Омской области Российской Федерации.
Административный центр — посёлок Урожайный.

## История
Статус и границы сельского поселения установлены Законом Омской области от 30 июля 2004 года № 548-ОЗ «О границах и статусе муниципальных образований Омской области».

## Население
| 2010 | 2011 | 2012 | 2013 | 2014 | 2015 | 2016 |
| ---- | ---- | ---- | ---- | ---- | ---- | ---- |
| 682  | →682 | ↗688 | ↘687 | ↘657 | ↘648 | ↘627 |
| 2017 | 2018 | 2019 | 2020 | 2021 | 2023 |      |
| ↘621 | ↘612 | ↘605 | ↘591 | ↘542 | ↘536 |      |

## Состав сельского поселения
| № | Населённый пункт | Тип населённого пункта          | Население |
| - | ---------------- | ------------------------------- | --------- |
| 1 | Лесной           | посёлок                         | 43        |
| 2 | Урожайный        | посёлок, административный центр | 433       |
| 3 | Южный            | посёлок                         | 206       |